# Papier- und Kartonfabrik Varel
Die Papier- und Kartonfabrik Varel (PKV) ist ein deutscher Hersteller von Papier und Karton aus Altpapier für den Einsatz in der Verpackungsindustrie. Sitz des Unternehmens ist Varel, Niedersachsen. Die jährliche Produktionskapazität beträgt 970.000 Tonnen, damit gehört die PKV zu den größten Produktionsstandorten der deutschen Papierindustrie. Das Unternehmen erzielte 2024 einen Umsatz von 413 Mio. Euro und beschäftigt rund 620 Mitarbeiterinnen und Mitarbeiter.

## Geschichte
Die Halbzellstoff-Industrie GmbH (HZI) als Muttergesellschaft der Papier- und Kartonfabrik Varel wurde 1938 zur Produktion von Pappe aus Stroh gegründet. Bereits seit 1930 war dieses Produkt am selben Standort in Varel durch das Unternehmen Strohgold hergestellt worden. Zuvor hatte das Gelände von 1911 bis 1925 dem Eisenwerk Varel als Maschinenbaubetrieb mit Gießerei gedient.
1947 übernahm der Textilunternehmer Hellmut Barthel aus Rabenstein bei Chemnitz die Halbzellstoff-Industrie GmbH als zweites wirtschaftliches Standbein und stellte die Produktion 1950 komplett von dem Rohstoff Stroh auf Altpapier um. Nach eigenen Angaben gehörte die HZI damit zu den ersten Kartonfabriken, die ausschließlich recyceltes Altpapier nutzten.
In den folgenden Jahrzehnten investierte das Unternehmen in zwei neue Kartonmaschinen (KM2 und KM3) und nahm 1973 mit dem Bau der Papiermaschine 4 (PM4) die Produktion von Wellpappenrohpapieren auf. 1986 wurde die erste Kartonmaschine des Unternehmens (KM1) nach 39 Jahren demontiert. Mit dem Bau der Papiermaschine 5 (PM5) im Jahr 2004 erweiterte das Unternehmen erneut sein Produktspektrum.
2019 kündigte die PKV ein 280 Millionen Euro umfassendes Investitionspaket an, um Produktionskapazität, Produktqualität und Energieeffizienz weiter zu verbessern. Nach Abschluss des Programms sollte eine Produktionskapazität von einer Million Tonnen erreicht werden (70 % Wellpappen-Rohpapiere, 30 % Karton). Ziel war außerdem, die Prozesswasserbehandlungsanlage und das Kraftwerk des Unternehmens zu modernisieren und den CO2-Ausstoß pro Tonne zu senken.

## Unternehmensstruktur
1987 wurde die operative Tätigkeit des Unternehmens aus der HZI in die von Hellmut Barthel neu gegründete Tochtergesellschaft Papier- und Kartonfabrik Varel GmbH & Co. KG überführt. Seit dem Tod Hellmut Barthels im Jahr 1999 ist die von ihm gegründete Gertrud und Hellmut Barthel Stiftung Mehrheitsgesellschafterin der Muttergesellschaft HZI. Weitere Gesellschafter sind die Familien Evers und Dieball.

## Produkte
Die Papier- und Kartonfabrik Varel stellt aus Altpapier Wellen- und Deckenpapiere (weiß/braun) sowie Grau- und Braunkarton, pigmentierte, weiß gestrichene und kaschierte Kartonqualitäten her. Das Unternehmen hält folgende Zertifikate:
- FSC
- DIN EN ISO 9001
- DIN EN ISO 14001
- DIN EN ISO 22000
- DIN EN ISO 45001
- DIN EN ISO 50001
- Entsorgungsfachbetrieb

Produkte der PKV werden zu 60 % in Deutschland und zu 40 % im Ausland abgesetzt. Unternehmen der deutschen und internationalen Verpackungsindustrie stellen daraus Wellpappe und Kartonverpackungen her, die z. B. für Lebensmittel, Konsumgüter, Industriegüter oder Pharmaprodukte oder im Onlinehandel genutzt und anschließend wieder recycelt werden können.

## Dekarbonisierung
Im Februar 2025 hat die PKV ihre Pläne für die Dekarbonisierung des Werkes in Varel veröffentlicht. Bis 2031 sollen 42 Prozent des CO2-Ausstoßes reduziert werden (in Scope 1 und Scope 2, verglichen mit dem Basisjahr 2021).